# Malin Lundgren
Malin Lundgren (* 3. September 1967) ist eine ehemalige schwedische Fußballspielerin. Die Abwehrspielerin kam für den Erstligisten Malmö FF Dam zum Einsatz. Sie nahm mit der A-Nationalmannschaft an der in Deutschland ausgetragenen Europameisterschaft 1995 teil, verlor jedoch mit ihrer Mannschaft gegen den Gastgeber mit 2:3. Ferner nahm sie an den Weltmeisterschaften 1991 und 1995 teil. 1991 gewann sie mit der Auswahl die Bronzemedaille des Turniers. Insgesamt bestritt sie 63 Länderspiele.
Nach Ende ihrer Karriere nahm die Krankengymnastin ein Angebot ihres ehemaligen Klubs an und gehört der medizinischen Abteilung des mittlerweile in LdB FC umbenannten Vereins an.